# جزیره پرینس پاتریک
جزیره پرینس پاتریک (به انگلیسی: Prince Patrick Island) یک جزیره غیر مسکونی در کانادا است که در قلمروهای شمال غرب واقع شده‌است. جزیره پرینس پاتریک ۰ نفر جمعیت دارد و ۲۷۹ متر بالاتر از سطح دریا واقع شده.